# Махапах
Махапах (ивр. מהפך‎, «революция» или «переворот») — политический переворот в Израиле после победы Ликуда под руководством Менахема Бегина на выборах в Кнессет 9-го созыва в 1977 году. Махапах положил конец доминирующему положению Израильской партии труда (Маарах—Авода), которое она занимала на протяжении 29 лет, с момента образования государства Израиль (более того, лейбористы были во главе сионистского руководства с 1933 года). Восемнадцатое правительство Израиля называлось «правительством махапаха»
. Это событие считается одним из самых драматичных в политической истории Израиля: он означал не только уход от власти Партии труда и приход к власти партии «Ликуд» — с идеологией либерального национализма, отвергающий социалистическо-коллективистскую идею.
Этот политический сдвиг в конечном итоге привёл к огромной экономической, социальной, политической и культурной трансформации израильского общества. В частности, новое правительство воспринималось как более инклюзивное по отношению к религиозным евреям и «мизрахим».

## Второй махапах
Выборы в кнессет 23-го созыва 1992 года, когда к власти вновь вернулась Авода, иногда называют «вторым махапахом».

## Слово
Когда в 2018 году Академия языка иврит предложила израильтянам выбрать слова, которые бы определяли каждое из семи десятилетий истории Израиля, слово «махапах» стало словом третьего десятилетия (1968—1978),